# Renée Varsi
Renée Varsi (ur. 18 listopada 1975) – meksykańska aktorka telewizyjna i filmowa.

## Wybrana filmografia
- Miłość i przeznaczenie (La fuerza del destino, 2011) - Juliette Abascal de Rodriguez
- Camaleones (2010) - Norma de Pintos
- Verano de amor (2009) - Teresa Navarrete
- Yo amo a Juan Querendón (2007/08) - Mónica Berrocal Toledo de Farell
- Siempre te amaré (2000) - Antonia Castellanos Robles
- Cuento de Navidad (1999) - Natalia
- Posłaniec szczęścia (El niño que vino del mar, 1999) - Constanza Fernandez Cadayana
- Miłość i przeznaczenie (Sin ti, 1997/98) - Abril
- Mi querida Isabel (1996/97) - Adela Martínez Riquelme
- La sombra del otro (1996)
- Marisol (1996) - Vanessa Garcés del Valle
- Si Dios me quita la vida (1995) - Lucía